# Steven Lisberger
Steven M. Lisberger (ur. 24 kwietnia 1951 w Nowym Jorku) – amerykański reżyser, producent i scenarzysta. Popularność przyniósł mu film Tron.

## Filmografia
- Olimpiada zwierząt (1979)
- Tron (1982)
- Szaleńczy pościg (1987)
- Rzeka wichru (1989)

## Producent
- Tron: Dziedzictwo (2010)